# (9076) Shinsaku
(9076) Shinsaku est un astéroïde de la ceinture principale.

## Description
(9076) Shinsaku est un astéroïde de la ceinture principale. Il fut découvert le 8 mai 1994 à Kuma Kogen par Akimasa Nakamura. Il présente une orbite caractérisée par un demi-grand axe de 2,28 UA, une excentricité de 0,05 et une inclinaison de 7,3° par rapport à l'écliptique.

## Compléments